# Trimeresurus toba
Trimeresurus toba es una especie de serpientes venenosas de la familia Viperidae.

## Distribución geográfica yhábitat
Es endémica de las selvas del norte de Sumatra (Indonesia).